# Mareanivka, Teofipol
Mareanivka (în ucraineană Мар'янівка) este un sat în comuna Sveateț din raionul Teofipol, regiunea Hmelnîțkîi, Ucraina.

## Demografie
Componența lingvistică a localității Mareanivka
     Ucraineană (100%)
Conform recensământului din 2001, toată populația localității Mareanivka era vorbitoare de ucraineană (100%).